# 동작구의 행정 구역
동작구의 행정 구역은 9개의 법정동을 15개 행정동으로 나눠서 관리하고 있다. 동작구의 면적은 16.35 km2이며, 인구는 2012년 6월 1일을 기준으로 167,547 세대, 401,990명이다.

## 행정 구역
| \| 행정동 \| 한자 \| 면적 \| 세대 \| 인구 \| \| ----------- \| ----------- \| ----- \| ------- \| ------- \| \| 노량진제1동 \| 鷺梁津第1洞 \| 1.58 \| 14,414 \| 34,497 \| \| 노량진제2동 \| 鷺梁津第2洞 \| 0.65 \| 7,731 \| 15,956 \| \| 상도제1동 \| 上道第1洞 \| 1.51 \| 17,373 \| 39,170 \| \| 상도제2동 \| 上道第2洞 \| 0.97 \| 10,989 \| 25,975 \| \| 상도제3동 \| 上道第3洞 \| 0.6 \| 10,143 \| 25,048 \| \| 상도제4동 \| 上道第4洞 \| 0.75 \| 11,917 \| 29,857 \| \| 흑석동 \| 黑石洞 \| 1.68 \| 14,752 \| 33,542 \| \| 사당제1동 \| 舍堂第1洞 \| 0.79 \| 10,989 \| 23,431 \| \| 사당제2동 \| 舍堂第2洞 \| 2.75 \| 12,125 \| 29,580 \| \| 사당제3동 \| 舍堂第3洞 \| 0.92 \| 10,390 \| 26,134 \| \| 사당제4동 \| 舍堂第4洞 \| 0.38 \| 6,333 \| 15,290 \| \| 사당제5동 \| 舍堂第5洞 \| 0.57 \| 6,344 \| 15,598 \| \| 대방동 \| 大方洞 \| 1.55 \| 15,614 \| 40,495 \| \| 신대방제1동 \| 新大方第1洞 \| 0.62 \| 10,102 \| 26,266 \| \| 신대방제2동 \| 新大方第2洞 \| 1.03 \| 8,331 \| 21,151 \| \| 동작구 \| 銅雀區 \| 16.35 \| 167,547 \| 401,990 \| |             |       |         |         |
| 행정동 | 한자        | 면적  | 세대    | 인구    |
| 노량진제1동 | 鷺梁津第1洞 | 1.58  | 14,414  | 34,497  |
| 노량진제2동 | 鷺梁津第2洞 | 0.65  | 7,731   | 15,956  |
| 상도제1동 | 上道第1洞   | 1.51  | 17,373  | 39,170  |
| 상도제2동 | 上道第2洞   | 0.97  | 10,989  | 25,975  |
| 상도제3동 | 上道第3洞   | 0.6   | 10,143  | 25,048  |
| 상도제4동 | 上道第4洞   | 0.75  | 11,917  | 29,857  |
| 흑석동 | 黑石洞      | 1.68  | 14,752  | 33,542  |
| 사당제1동 | 舍堂第1洞   | 0.79  | 10,989  | 23,431  |
| 사당제2동 | 舍堂第2洞   | 2.75  | 12,125  | 29,580  |
| 사당제3동 | 舍堂第3洞   | 0.92  | 10,390  | 26,134  |
| 사당제4동 | 舍堂第4洞   | 0.38  | 6,333   | 15,290  |
| 사당제5동 | 舍堂第5洞   | 0.57  | 6,344   | 15,598  |
| 대방동 | 大方洞      | 1.55  | 15,614  | 40,495  |
| 신대방제1동 | 新大方第1洞 | 0.62  | 10,102  | 26,266  |
| 신대방제2동 | 新大方第2洞 | 1.03  | 8,331   | 21,151  |
| 동작구 | 銅雀區      | 16.35 | 167,547 | 401,990 |

## 개요
| 행정동명      | 법정동명 | 설명 |
| ------------- | --- | --- |
| 노량진제1동   | 본동 本洞 | 조선시대 후기까지 경기도 과천군 하북면 본동·상가차산리(上加次山里)·하가차산리(下加次山里)라고 불리던 세 마을을 1914년 통합하여 시흥군 북면 본동리(本洞里)라고 하였다. 1936년 경성부로 편입되면서 본동정(本洞町)이 되었고 1943년 영등포구에 속하게 되었고, 1973년 관악구, 1980년 동작구에 편입되었다.                                                                   |
| 노량진제1동   | 노량진동 鷺梁津洞 | 노량진동(鷺梁津洞)은 조선시대 말까지 경기도 과천군 하북면 고등리(高等里)·신촌분리(新村分里)·옹막리(甕幕里)·옹점리(甕店里) 지역이었고, 1914년 네 마을을 합쳐 시흥군 북면 노량진리라고 불렸다. 1936년 경성부로 편입되면서 노량진정(町)이 되었고 1943년 영등포구에 속하게 되었고, 1973년 관악구, 1980년 동작구에 편입되었다.                                              |
| 노량진제2동   | 〃 | 노량진동(鷺梁津洞)은 조선시대 말까지 경기도 과천군 하북면 고등리(高等里)·신촌분리(新村分里)·옹막리(甕幕里)·옹점리(甕店里) 지역이었고, 1914년 네 마을을 합쳐 시흥군 북면 노량진리라고 불렸다. 1936년 경성부로 편입되면서 노량진정(町)이 되었고 1943년 영등포구에 속하게 되었고, 1973년 관악구, 1980년 동작구에 편입되었다.                                              |
| 상도제1동     | 상도1동 上道1洞 | 경기도 시흥군 동면 상도리·성도화리(成桃花里)였다가 1914년 두 마을을 합쳐 경기도 시흥군 동면 상도리가 되었다. 1936년 경성부에 편입되면서 상도정으로 되었고, 1943년 영등포구에 속하게 되었고, 1946년 상도동(上道洞)으로 바뀌었다. 1973년 관악구, 1980년 동작구에 편입되었다.                                                                                             |
| 상도제1동     | 상도동 上道洞 | 경기도 시흥군 동면 상도리·성도화리(成桃花里)였다가 1914년 두 마을을 합쳐 경기도 시흥군 동면 상도리가 되었다. 1936년 경성부에 편입되면서 상도정으로 되었고, 1943년 영등포구에 속하게 되었고, 1946년 상도동(上道洞)으로 바뀌었다. 1973년 관악구, 1980년 동작구에 편입되었다.                                                                                             |
| 상도제2동     | 〃 | 경기도 시흥군 동면 상도리·성도화리(成桃花里)였다가 1914년 두 마을을 합쳐 경기도 시흥군 동면 상도리가 되었다. 1936년 경성부에 편입되면서 상도정으로 되었고, 1943년 영등포구에 속하게 되었고, 1946년 상도동(上道洞)으로 바뀌었다. 1973년 관악구, 1980년 동작구에 편입되었다.                                                                                             |
| 상도제3동     | 〃 | 경기도 시흥군 동면 상도리·성도화리(成桃花里)였다가 1914년 두 마을을 합쳐 경기도 시흥군 동면 상도리가 되었다. 1936년 경성부에 편입되면서 상도정으로 되었고, 1943년 영등포구에 속하게 되었고, 1946년 상도동(上道洞)으로 바뀌었다. 1973년 관악구, 1980년 동작구에 편입되었다.                                                                                             |
| 상도제4동     | 〃 | 경기도 시흥군 동면 상도리·성도화리(成桃花里)였다가 1914년 두 마을을 합쳐 경기도 시흥군 동면 상도리가 되었다. 1936년 경성부에 편입되면서 상도정으로 되었고, 1943년 영등포구에 속하게 되었고, 1946년 상도동(上道洞)으로 바뀌었다. 1973년 관악구, 1980년 동작구에 편입되었다.                                                                                             |
| 흑석동        | 흑석동 黑石洞 | 조선시대에는 경기도 과천군 하북면 흑석리였다. 1914년 시흥군 북면에 소속되었고, 1936년 경성부로 편입되면서 흑석정(黑石町)으로 되었다. 1943년 영등포구에 속하게 되었고, 1946년 흑석동(黑石洞)으로 바뀌었고, 1973년 관악구, 1980년 동작구에 편입되었다. |
| 사당제1동     | 사당동 舍堂洞 | 조선시대에는 경기도 과천군 상북면 사당리였고, 1914년 시흥군 신동면에 속하였다. 1963년 서울특별시에 편입되면서 사당동으로 바뀌었다. 1973년 관악구에 편입되었고, 1980년 남부순환로 이북 지역은 동작구에 편입되어 사당동(舍堂洞)이라는 동명을 그대로 이어받았고, 잔여 지역은 남현동이라는 새로운 동명이 부여되었다.                                                       |
| 사당제2동     | 사당동 舍堂洞 | 조선시대에는 경기도 과천군 상북면 사당리였고, 1914년 시흥군 신동면에 속하였다. 1963년 서울특별시에 편입되면서 사당동으로 바뀌었다. 1973년 관악구에 편입되었고, 1980년 남부순환로 이북 지역은 동작구에 편입되어 사당동(舍堂洞)이라는 동명을 그대로 이어받았고, 잔여 지역은 남현동이라는 새로운 동명이 부여되었다.                                                       |
| 동작동 銅雀洞 | 조선시대에는 경기도 과천군 상북면 동작리·포촌리(浦村里)였다. 1914년 두 마을을 합쳐 시흥군 북면 동작리라 불렀고, 1936년 경성부로 편입되면서 동작정으로 되었다. 1946년 동작동(銅雀洞)으로 바뀌었고, 1973년 관악구에 편입되고, 1980년 동작구에 편입되면서 동작대로 동쪽 영역은 강남구 반포동으로 편입되었다. | |
| 사당제3동     | 사당동 | ↑ 참고 |
| 사당제4동     | 사당동 | ↑ 참고 |
| 사당제5동     | 사당동 | ↑ 참고 |
| 대방동        | 대방동 大方洞 | 대방동(大方洞)은 조선시대에는 경기도 시흥군 하북면 번대방리(番大方里) 지역이었다가 1914년 우와피리와 합하여 시흥군 북면 번대방리로 바뀌었다. 1936년 경성부에 편입되면서 번대방정(番大方町)으로 되었고, 1943년 영등포구에 속하게 되었고 해방 후 1946년 대방동으로 바뀌었다. 1973년 관악구, 1975년 동의 일부가 영등포구 신길동에 편입되었고, 1980년 동작구에 편입되었다. |
| 신대방제1동   | 신대방동 新大方洞 | 신대방동(新大方洞)은 조선시대에는 경기도 시흥군 하북면 우와피리(牛臥陂里)였다가 1914년 번대방리와 합하여 시흥군 북면 번대방리로 바뀌었다. 1949년 서울특별시 영등포구에 편입되면서 신대방동으로 이름이 바뀌었고, 1973년 관악구 에 편입, 1975년 동의 일부가 영등포구 신길동에 편입되었고, 1980년 동작구에 편입되었다.                                                    |
| 신대방제2동   | 신대방동 新大方洞 | 신대방동(新大方洞)은 조선시대에는 경기도 시흥군 하북면 우와피리(牛臥陂里)였다가 1914년 번대방리와 합하여 시흥군 북면 번대방리로 바뀌었다. 1949년 서울특별시 영등포구에 편입되면서 신대방동으로 이름이 바뀌었고, 1973년 관악구 에 편입, 1975년 동의 일부가 영등포구 신길동에 편입되었고, 1980년 동작구에 편입되었다.                                                    |